# 映画用カメラ

基本的な動作:シャッターが開いたときフィルムは一瞬感光する。シャッターが閉まったとき、パーフォレーションを使い、次のコマに送る。（GIF動画）

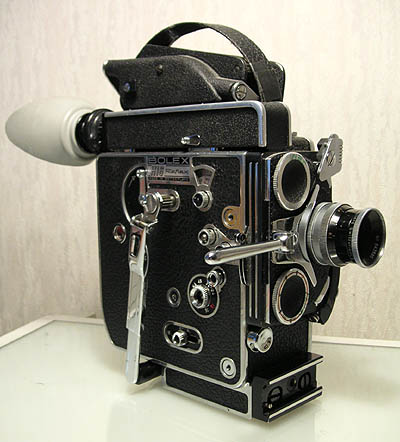
ゼンマイ式ボレックス16mmカメラ

映画用カメラ（えいがようカメラ）とは、フィルム上に映像を連続して露光し、動画を撮影するための装置である。その大枠の定義のなかでも、映画を撮るためのカメラを、撮影機（さつえいき）という。その機構は、レンズ、可変開角度シャッター、フィルム間欠輸動装置からなり、現在ではフィルム走行の原動力には電動モーターを用いるが、初期からあるいは現代に至る一部小型映画用の撮影機には手回し、あるいは時計仕掛けのモータードライヴを用いている（フィルモ、クラスノゴルスク、ロモキノ等）。
フィルム上への記録の基本原理は、1820年代にフランスで開発されたスチル写真の原理に負うことが大であり、19世紀末以来ほとんど変わっていない。
モーション（動き）の記録に成功した最初期の2つのカメラは、トーマス・エジソンのキネトグラフ（キネトスコープ）とリュミエール兄弟のシネマトグラフであった。両者とも光を遮断し映画用フィルムを収容するカメラ本体を採用していた。

## 基本原理
フィルムは、レンズのついたアパーチャーを通過し、レンズによってごくわずかの時間に露光されることによって、レンズの前にある映像を記録する。
映写されると動いているかのような錯覚を十分与えうる映像を記録するには、フィルムに連続的に露光する必要がある。
連続的に送られているフィルムは、回転式のシャッターが開いている間はアパーチャーの前で止められ、露光される。シャッターが閉じられるとフィルムは次のコマに送られ、露光する。これらの間欠的な動作を繰り返すことによって連続的な映像を記録することができる。フィルムは一定のスピードで、そしてアパーチャー内ではずれることなく露光される必要がある。これを実現するためには、アパーチャーの背後で露光に十分なあいだフィルムを止め、一定だが間欠的な速度でフィルムを動かすことができるスプロケット・ホイールなどの仕組みを使ってフィルムを安定させる高度に精密なメカニズムが必要である。
初期映画には、露光の時にフィルムを安定させるメカニズムが不完全であったために、ぎくしゃくした質感が時々あった。1920年代には初期の木製カメラから金属製カメラに移行したときに、動く部品がより正確に作られ固定されるようになったために、純粋に機械的な多くの問題は解決され始めた。20世紀は、古いものはどんどん改善され小型化される世紀だったのである。

## 歴史
最初の映画カメラを作った人物に関しては複数の説がある。1888年、ルイ・ル・プランスによって原型が設計され、イングランドの国立メディア博物館に展示されている。ル・プランスは紙テープとジョン・カーバットと、あるいはブレア&イーストマン（ Blair & Eastman ）の1 3/4 インチ幅のセルロイド・フィルム（可燃フィルム）を使用した。
他の先駆者として、イングランドのブリストルのウィリアム・フリーズ＝グリーンがいた。1888年-89年、彼はA. Légé を建て、紙のフィルムに代わり彼のカメラでパーフォレーションのフィルムを供給した。
ジョルジュ・ドムニーは、エチエンヌ＝ジュール・マレイが製造した撹拌装置を1893年に採用した。フィルムの幅は60mmだった。
リュミエール兄弟のカメラは、原型がリュミエール工場の主任メカニックのシャルル・モワソンによるもので、1894年リヨンでつくられた。35mm幅の短い紙製のフィルムを使用した。1895年、リュミエールはセルロイド製のフィルムをニューヨークセルロイド製造会社から購入、これに感光乳剤を塗布して溝とパーフォレーションをつけた。陽画を使用する方法は知られていなかった。
最初の全金属製映画カメラはベル&ハウエルが、1911-12年に発売したスタンダード・シネマトグラフである。
今日、もっとも普及した35mmカメラはアリフレックス、ムービーカム（いずれもアーノルド&リヒターグループ）とパナビジョンの機種である。高速度撮影においてはフォトソニック（ PhotoSonic ）が使用される。

## 現代の映画用カメラ
サウンドの同時録音を可能にするため、防音仕切りのなかに収められたゼンマイ式のモーターを依然として用いる大変小さなカメラもあるにはあるが、実質上今ではすべてのカメラは、動力源として電動モーターを用いている。
また現在では、カメラ本体は、軽量化され手持ち可能になり、ブームの型枠あるいはその他のコントロール可能な機械上で使用できる。その上今では、さまざまな撮影そしてさまざまな予算に適した、多くのフィルム規格が存在している。
現在のほとんどのプロ用カメラは、レンズ付きのカメラ本体（ボディ）、そして独立し分離可能な部品であるビューファインダー、マガジン（ここにフィルムを収容する）の3つから主に成立している。特にこの本体が軽量化されたために、多様なシチュエーションで映画を撮影できるようになり、映画の美学史に深い影響を与えた。1960年代のヌーヴェル・ヴァーグの監督およびシネマ・ヴェリテやダイレクト・シネマのドキュメンタリー映画製作者たちは、手持ち撮影技術をより頻繁に、そして幅広い目的のために用いることによって、進化し続ける技術を自分たちの映画に活用した。
現在はコンピュータグラフィックスや画像合成、さらに編集など映画製作プロセスの大半がデジタル化されており、撮影においても業務用ビデオカメラの高画質化に伴い、それらを用いたデジタル撮影が増えている。（ただ、資金面で余裕のあるハリウッドメージャーの場合、映画や大型テレビドラマは未だ35mmフィルム撮影の方が圧倒的に主流である。）デジタルシネマ構想の推進者であるジョージ・ルーカスが2002年公開の『スター・ウォーズ エピソード2/クローンの攻撃』にて、最初にHD24Pによる完全デジタル撮影を行っており、撮影した映像を即座に（デジタル回線でデータ転送すれば遠隔地でも）確認できる、フィルムの現像やデジタルスキャンの手間が省かれる、フィルム長による連続撮影時間の制限が解消される、などの利点がある。
ドイツのアーノルド&リヒターやアメリカのパナビジョン、レッド・デジタル・シネマカメラ・カンパニー、日本のソニーが代表的な映画用カメラメーカーである。

脚注
1. ↑  デジタル大辞泉『撮影機』 - コトバンク、2011年11月28日閲覧。
2. ↑  百科事典マイペディア『撮影機』 - コトバンク、2011年11月28日閲覧。